# Hans Schwerdtfeger
Hans Schwerdtfeger   (Göttingen, 9 de desembre de 1902 - Adelaida, 26 de juny de 1990) va ser un matemàtic alemany emigrat fugint dels nazis.
Schwerdtfeger va néixer i va créixer a Göttingen i va estudiar a la seva universitat quan era el centre matemàtic més important. Malgrat la situació econòmica de la família (el seu pare, que era militar, va morir només començar la Primera Guerra Mundial), que el va obligar a deixar temporalment els estudis per treballar, després de graduar-se a la universitat de Göttingen, va continuar estudis a la universitat de Bonn on va tenir com professors Felix Hausdorff i Otto Toeplitz.
Com que era un crític obert del règim nazi, va fugir d'Alemanya, sense gaire suport, el 1936 cap a Praga, i el 1939 es va traslladar a Sydney (Austràlia) passant per Zuric, Grenoble i Toló. Va ser professor de les universitats d'Adelaida i Melbourne des del 1940 fins al 1957 i, després, va ser professor de la universitat McGill de Mont-real des del 1960 fins a la seva jubilació el 1983. Després de la jubilació va ser investigador visitant a la universitat d'Adelaida, on va morir el 1990.
Va publicar 58 articles i 5 llibres. Els seus principals camps d'interès van ser la teoria de Galois, la teoria de matrius, la teoria de grups i les seves geometries i l'anàlisi complexa. Va obtenir resultats importants en tots aquests camps i va tenir un paper destacat en la revitalització de les matemàtiques a Austràlia.